# Maurice Verdier
Pour les articles homonymes, voir Verdier.
Maurice Verdier est un artiste peintre et lithographe français né le 2 juin 1919 à Paris et mort dans la même ville le 27 janvier 2003.

## Biographie

### Formation
Après des cours du soir à Montparnasse, Maurice Verdier entre en 1938 à l'École nationale supérieure des beaux-arts de la ville de Paris où il a pour condisciples Paul Aïzpiri, Gaëtan de Rosnay et Roger Montané et obtient une bourse de l'État. Avec les deux premiers, il va former le « groupe de la rue de Berri » qui s'impliquera avec le groupe de « L'Homme témoin » (Bernard Buffet, Bernard Lorjou, Yvonne Mottet, André Minaux, Paul Rebeyrolle, Simone Dat) et le Groupe de l'échelle (Michel Patrix, Jacques Busse, Jean-Marie Calmettes, Jean Cortot) dans la constitution du mouvement résolument figuratif de la Jeune Peinture.

### DesJeunes Peintresà laJeune Peinture
Pierre Basset situe Maurice Verdier, avec Françoise Adnet, Richard Bellias, Philippe Cara Costea, Jean Commère, François Heaulmé, Roger Lersy, Jean Pollet et Gaëtan de Rosnay parmi les artistes « les plus marquants » du mouvement de la Jeune Peinture qui, issu du Salon des moins de trente ans déjà rebaptisé Salon des Jeunes Peintres, rompt toute attache avec les maîtres modernes et, affirmant le métier et l'apprentissage du dessin comme essentiels, « puise ses références uniquement dans la grande peinture ». Il restitue ainsi à ce mouvement émergent « une importance considérable », s'appuyant sur le témoignage de Pierre Descargues, ce dernier soulignant pour sa part en la Jeune Peinture « une beauté austère » qui entend évacuer toute intention décorative et faire que la tradition française - celle de Jacques Callot, de Gustave Courbet et Eugène Delacroix - « reste vivante à travers ce qu'elle a de plus grave ». Pierre Descargues observe dès 1952 que « la génération des amis de Paul Aïzpiri : Maurice Verdier et Gaëtan de Rosnay, a rompu tout attache avec les grands patrons de l'époque : Georges Braque, Henri Matisse, Pablo Picasso. Certes, elle n'en ignore pas les découvertes audacieuses, mais le fossé qui les sépare se montre de jour en jour plus profond… Il semble bien que les jeunes peintres de 1952 soient sur le point de sortir enfin de la nuit qui, dans l'esprit du public, noie tout ce qui n'est pas l'œuvre des grands aînés ».
Installé dans un atelier d'artiste au 235, rue du Faubourg-Saint-Honoré dans le 8e arrondissement de Paris, Maurice Verdier expose tout au long de sa carrière au Salon d'automne, dont il est sociétaire, ainsi qu'au Salon des artistes français.
Ses toiles, « où se mêlent des roses saumon, des jaunes paille, des bleus profonds et des verts terreux, travaillées en pâte, un trait large cernant le motif », font partie de plusieurs collections de musées de France et de l'étranger.

## Contributions bibliophiliques
- Douze poètes, douze peintres. Préface de René Huyghe, édition Association des amateurs de peinture, 1950. Chacun des douze poèmes est associé en binôme à une lithographie (dix d'entre eux) ou une gravure (deux d'entre eux) : Lucien Becker/Abram Krol, René-Guy Cadou/Jean Vinay, Jean Cayrol/Maurice Rocher, Gino della Franca/Norman Rubington, Pierre Descargues/Mireille Miailhe, Maurice Fombeure/Maurice Verdier, Jacques Hébertot/André Minaux, Loys Masson/Gaëtan de Rosnay, Frédéric Maigné/Roger Montané, Jean Rousselot/Robert Savary, Alexandre Toursky/Roger Dérieux, Guy Weelen/Paul Aïzpiri. 180 exemplaires numérotés.
- Jean Giono, Routes et chemins - Édition des peintres témoins de leur temps à l'occasion de leur XIe exposition au musée Galliera, 56 planches et dessins en fac-similé dont Yvette Alde, Pierre Ambrogiani, Yves Brayer, Bernard Buffet, François Desnoyer, André Fougeron, Édouard Goerg, Henri Hayden, Camille Hilaire, Isis Kischka, Pierre Lelong, Roger Lersy, Roger Montané, José Palmeiro, Joseph Pressmane, Michel Rodde, Luc Simon, Kostia Terechkovitch, Louis Toffoli, Maurice Verdier, Henry de Waroquier, Gabriel Zendel, éditions du musée Galliera / Presses artistiques de France, 1962.

## Expositions

### Expositions personnelles
- Galerie Roux-Hentschel, Paris, 1947[6].
- Galerie Jacques Leuvrais, Paris, 1949[7].
- Galerie Drouant-David, Paris, 1950[7].
- Galerie de Berri, Paris, 1951[7].
- Galerie Lorenceau, Paris, novembre-décembre 1956[8],[3].
- Galerie Dresdnere, Montréal, 1960[3].
- Maurice Verdier - Peintures récentes, Galerie Yves Jaubert, Paris, 1969.
- Galerie Francis Barlier, Paris, 1997.
- Maurice Verdier - Peintures, 1965-1997, Galerie Déprez-Bellorget, Paris, 1997[6].

### Expositions collectives
- Salon des moins de trente ans, Paris, 1944, 1945, 1946[6].
- Paul Aïzpiri, Roger Dérieux, Gaëtan de Rosnay, Maurice Verdier, Galerie Roux-Hentschel, Paris, 1947[3].
- L'Association des amateurs de peinture présente Paul Aïzpiri, Bernard Buffet, André Minaux, Roger Montané, Maurice Rocher, Gaëtan de Rosnay, Robert Savary, Maurice Verdier, Galerie Jacques Leuvrais, Paris, janvier 1949[9].
- Salon de mai, Paris, 1949, 1950, 1952, 1953, 1954, 1955, 1956[7].
- Salon d'automne, Paris, 1949, 1950, 1951, 1952 (sociétaire[10]), 1953, 1954, 1955, 1958[7].
- Salon des indépendants, Paris, à partir de 1949[11].
- Paul Aïzpiri, Roger Montané, Gaëtan de Rosnay, Maurice Verdier, Galerie de l'Élysée, Paris, 1950.
- Salon de la Jeune Peinture (appelé Salon des Jeunes Peintres jusqu'en 1952), Paris, 1950, 1951 (Galerie des Beaux-Arts de Paris), 1952 (Galerie La Boétie), 1953 (Galerie des Amériques)[6].
- Paul Aïzpiri, Gaëtan de Rosnay, Maurice Verdier, Galerie Drouant-David, Paris, 1951[3].
- Salon du dessin et de la peinture à l'eau, Paris, 1951, 1952, 1954, 1955, 1956, 1957, 1958, 1959[7].
- Vingt-huit jeunes femmes par vingt-huit jeunes peintres - Michel Patrix, Maurice Verdier, Paul Aïzpiri, Gaëtan de Rosnay, Jean Cortot, Paul Rebeyrolle, Philippe Cara Costea, Michel de Gallard, Dany Lartigue, Mick Micheyl, Michel Thompson, Antoni Clavé, Galerie Drouant-David, Paris, décembre 1951 - janvier 1952[12].
- Salon des Tuileries, Paris, 1952, 1953, 1954, 1955, 1956, 1957, 1958, 1959[7].
- Salon des peintres témoins de leur temps, musée Galliera, Paris, 1953, 1954, 1955, 1956[7], mars-mai 1957 (thème : Le sport ; œuvre présentée : Le trot attelé)[2], 1958, 1959[7], mars-avril 1961 (thème : Richesses de la France ; œuvre présentée : Basilique de Saint-Denis)[13], 1963 (thème : L'Événement), janvier-février 1976 (thème : La vie paysanne ; œuvre présentée : La transhumance)[14], février-mars 1977 (thème : La fête ; œuvre exposée : La fête de Saint-Marc à Venise)[15].
- L'École de Paris, Galerie Charpentier, Paris, 1954, 1957[3].
- Jeune Peinture en France, exposition itinérante en Allemagne, 1955-1956[3].
- Biennale Jeune Peinture - Jeune Sculpture, Paris, 1957[3].
- Salon Comparaisons, Paris, 1956, 1957, 1958[7].
- Le pétrole vu par 100 peintres, musée Galliera, Paris, 1959 ; œuvre présentée : Les lampes à pétrole[16].
- Premier Salon Biarritz - San Sebastian : École de Paris, peinture, sculpture - Yvette Alde, André Beauce, Jehan Berjonneau, Louis Berthomme Saint-André, Roland Bierge, Maurice Boitel, Andrée Bordeaux-Le Pecq, Rodolphe Caillaux, Jean-Joseph Crotti, Gen Paul, Jack Chambrin, Jean Cluseau-Lanauve, Paul Collomb, Antonio Guansé, Henri Hayden, Franck Innocent, Daniel du Janerand, Adrienne Jouclard, Jean Joyet, Georges-André Klein, Germaine Lacaze, André La Vernède, Robert Lotiron, Jean Navarre, Roland Oudot, Robert Saint-Cricq, Maurice Verdier, Henry de Waroquier…, casino Bellevue, Biarritz et Musée San Telmo, Saint-Sébastien (Espagne), juillet-septembre 1965[17].
- Première exposition internationale des arts de Téhéran, Centre des expositions internationales, Téhéran, décembre 1974 - janvier 1975[18].
- Salon Thomson-CSF - Tony Agostini, Louis Berthomme Saint-André, Rodolphe Caillaux, Jean Commère, Camille Hilaire, Michel Jouenne, Michel King, Pierre Letellier, Bernard Lorjou, Michel Pandel, Gaston Sébire, Maurice Verdier, Viko…, Cholet, 1977.
- L'alternative figurative, Musée d'Art Roger-Quilliot, Clermont-Ferrand, juin-octobre 2007.
- La réalité retrouvée - La Jeune Peinture - Paris, 1948-1958 : Françoise Adnet, Richard Bellias, Bernard Buffet, Philippe Cara Costea, Simone Dat, Gabriel Dauchot, Michel de Gallard, Roger Lersy, Bernard Lorjou, André Minaux, Jean Pollet, Paul Rebeyrolle, Gaëtan de Rosnay, Michel Thompson, Maurice Verdier, Musée Estrine, Salon-de-Provence, 2010[19].
- Les insoumis de l'art moderne - Paris, les années 50, Musée Mendjisky-Écoles de Paris                                                 , Paris, octobre-décembre 2016[20],[21].
- Bateaux ivres, bateaux bleus - Pierre Alechinsky, Raymond Moretti, Édouard Goerg, André Planson, Andrée Bordeaux-Le Pecq, Maurice Verdier, Carlos-Reymond…, Centre Cristel éditeur d'art, Saint-Malo, décembre 2018 - mars 2019[22].
- Le temps recomposé - Collection particulière de Jean Vinay, Musée de Saint-Antoine-l'Abbaye, mars-décembre 2022[23].
- Participations non datées : Salon des artistes français, Salon d'art sacré, Paris.

## Réception critique
- « Son art où l'objet joue une place prépondérante est une réaction contre le figuratif. Dans ses natures mortes, il y a parfois plusieurs sphères d'intérêt sans que la toile perde de son unité. » - René Barotte[2]
- « Il a remporté en 1950 le prix Fénéon. À cette époque, il utilisait la perspective inversée. Quand il peignait une table, le bord le plus proche était plus étroit que le plus éloigné. Mais maintenant il utilise la perspective classique, du moins en ce qui concerne les lignes. Car il ne tient pas compte de la perspective atmosphérique : ses lointains sont aussi précis que ses premiers plans. C'est ce qui confère un aspect inaccoutumé à ses paysages et à ses natures mortes, mais, en même temps, donne une impression de confusion. Sa technique est surtout linéaire. Ses toiles comportent de nombreuses surfaces blanches peintes sur des dessous foncés apparents par endroits. Pour suppléer au manque de couleurs, il accentue l'aspect épineux que peuvent avoir ses sujets. » - Yvon Taillandier[8]
- « Indéfiniment renouvelé, au gré multiple des vrais peintres, le réel apparaît, chez Maurice Verdier, plein de robustesse, d'une solidité que l'écriture nerveuse sait accuser selon un rythme heurté, dans l'enchevêtrement passionné des lignes, où prend place, selon une assise large, une gamme chromatique à la sobriété méditée. Ses thèmes, il les parcourt, en recherche la périlleuse apparence. Un monde aigu, où le chardon, l'épine, la pointe d'un oursin, la rudesse d'un crustacé, la sveltesse d'un mât, mêlent et différencient leurs aspérités ou leurs verticales. Il scrute les ruelles étroites et, sur des fonds emplis de mouvement et d'air, place ses personnages toujours reliés à la vie ambiante, et, sous leur rudesse apparente, disant une sorte d'inquiétude, peut-être inconnue d'eux-mêmes. Cette importance accordée aux choses, cette nostalgie retrouvée chez les êtres, ce passage nerveux de l'un à l'autre de ces deux univers, Verdier en dispose pour recomposer le sien, celui qui lui appartient. » - Michelle Seurière[13]
- « Fleurs, portraits, villages, vues de Venise, traces d'une écriture nerveuse et sensuelle : une peinture accusant bien les grands rythmes d'un paysage ou d'une nature morte, une touche robuste et expressionniste, une palette chaude mariant les ocres et les bleus profonds. » - Gérald Schurr[24]
- « Robuste tempérament, attaché aux saveurs de la réalité, les expériences de la Jeune Peinture en action ont pu troubler son goût des certitudes. Il sait camper une toile et peint dans un métier généreux qui ne verse dans aucun système. Il a figuré avec Gaëtan de Rosnay, Paul Aïzpiri, Françoise Adnet, Paul Rebeyrolle, dans un mouvement néoréaliste qui fleurit après la guerre de 1939-1945 à la suite de Bernard Buffet et André Minaux. » - Dictionnaire Bénézit[6]

## Collections publiques
- Musée de Guéthary, Nuit d'été sur le fronton de Guéthary, huile sur panneau 90x130cm[25].
- Département des estampes et de la photographie de la Bibliothèque nationale de France, Paris.
- Fonds national d'art contemporain, Puteaux[7]:
  - Les faisans, huile sur toile.
  - Nature morte aux aubergines, huile sur toile, 1949.
  - Nature morte à la lanterne, huile sur toile, 1950.
  - Nature morte, huile sur toile, 1953.
- Dépôts du Fonds national d'art contemporain[7] :
  - Château de Montbéliard, Nature morte aux poissons et aux citrons, huile sur toile, 1951.
  - Hôtel de Matignon, Paris, Ruelle de Sauvagnat, huile sur toile, 1951.
  - Institut national du sport, de l'expertise et de la performance, Paris, Fleurs des champs, huile sur toile, 1955.
  - Ambassade de France à Managua (Nicaragua), Oliviers gris à Cabris, huile sur toile, 1958.
- Musée d'art moderne de la ville de Paris[7] :
  - Nature morte aux poissons, huile sur toile 46x61cm, 1954.
  - Recueillement, huile sur toile 195x130cm, 1954.
  - Plantes vertes et poissons rouges, huile sur toile 81x100cm, 1955.
  - Bouquet au fer à cheval, huile sur toile 115x75cm, 1957.
- Musée de Saint-Antoine-l'Abbaye, Bouquet, gouache.

## Prix et distinctions
- Prix Fénéon, 1950[3].
- Chevalier des Arts et des Lettres, 1958.
- Prix Francis-Smith, 1965.